# Chauvigné
Chauvigné è un comune francese di 785 abitanti situato nel dipartimento dell'Ille-et-Vilaine nella regione della Bretagna.
Il territorio comunale è bagnato dal fiume Minette.

## Società

### Evoluzione demografica
Abitanti censiti